# Trichocerapoda oblita
Trichocerapoda oblita är en fjärilsart som beskrevs av Augustus Radcliffe Grote 1877. Trichocerapoda oblita ingår i släktet Trichocerapoda och familjen nattflyn. Inga underarter finns listade i Catalogue of Life.